# Castellano (Villa Lagarina)
Castellano (Castelàm in dialetto locale) è una frazione del comune di Villa Lagarina in provincia di Trento, nella regione autonoma Trentino-Alto Adige/Südtirol. Il paese conta circa 650 abitanti (dati agosto 2009) e si trova sulla dorsale est della catena Monte Stivo-Monte Bondone a 789 m s.l.m. è, nel tratto di valle, il villaggio più in alto della Destra Adige, un piccolo borgo del Trentino, che mantiene il volto rustico del suo passato contadino. Le case del vecchio paese, benché notevolmente rimaneggiate, conservano tuttora testimonianze dell'epoca passata, case a corte, antichi portali, ballatoi.
Probabilmente la località deve il suo nome alla vecchia rocca al limite sud est del paese, edificata su uno sperone di roccia uscente da un piccolo pianoro delimitato in gran parte da un alto dirupo e risulta ben visibile da Rovereto e da tutta la valle, al contrario il poco distante vecchio paese, ubicato a monte, è scarsamente visibile. Nel 1767 la nuova chiesa si decise di costruirla ove è, così ben visibile pure dal fondovalle, anche per concorrere con il castello nell'indicare la presenza del paese di Castellano. La recente espansione edilizia ha allargato parecchio il paese ma tuttora da Rovereto e dalla gran parte dei villaggi della valle, del paese rimane ben visibile la mole della nuova chiesa (1767-1778) ed il castello se pur notevolmente ridotto rispetto al passato (parziale crollo nel 1918, incendio nel 1932).
Il paese fu uno dei centri principali del Feudo di Castellano-Castelnuovo, sotto la reggenza dei conti Lodron.
Dal paese si può ammirare l'intera Vallagarina e il corso del fiume Adige.

## Come ci si arriva
Strada provinciale per il lago di Cei S.P. 20. Dal bivio di Villa Lagarina la strada sale, superati i Molini di Nogaredo si gira a destra, passando sopra un piccolo ponte sul Rio Cavazil, verso Pedersano. Dopo Pedersano, la strada continua a salire con ampi tornanti, si supera il capitello della Madonna dei Zengi e poco dopo si arriva al pianoro di Castellano, 789 m.s.l.m.
Circa 20 minuti o 14 km da Rovereto, 10 km dal casello autostradale Rovereto Nord.

## Gli abitanti di Castellano
Prima menzione di Castellano appare nel 1190 circa.
Nel 1339 gli abitanti sono poco più di cento. Probabilmente inizia allora l'aggregazione dei vari abitanti della zona in una comunità organizzata. Sembra che la vecchia chiesa del Cimitero (dedicata a San Lorenzo ora S. Maria delle Grazie) esistesse già all'interno del castello.
Da questa data gli abitanti sono andati aumentando fino al 1911, anno nel quale si contava a Castellano 1170 persone. La popolazione crebbe nonostante varie malattie (a fine Ottocento la pellagra) ed epidemie per ultime tra queste: il colera del 1836 (32 morti) e 1855 (12 m), il vaiolo nel 1874-75 (50 m) e la Spagnola del 1918 (32 m). Da non trascurare l'emigrazione verso il fondovalle e non secondaria verso l'America (nel solo periodo delle "grandi emigrazioni" dal 1876 al 1884 si trasferirono in Brasile e Messico 125 persone su una popolazione di circa 850). Dopo il 1918 la popolazione di circa 750 persone continuò a diminuire fino al numero di 520 negli anni ottanta, iniziò poi un lento incremento, attualmente il paese conta circa 650 anime.

## Monumenti e luoghi d'interesse

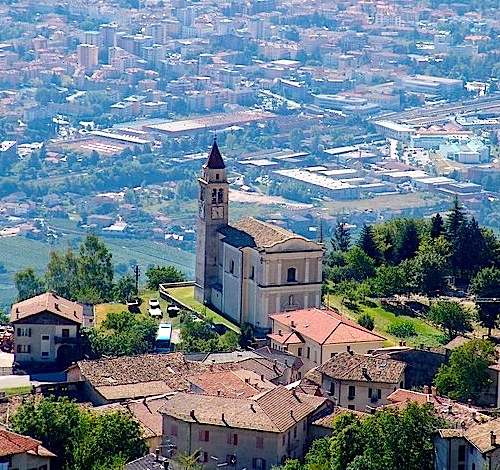
Chiesa di San Lorenzo a Castellano con vista sulla città di Rovereto

### Architetture religiose
- Chiesa di San Lorenzo, parrocchiale. Venne costruita dal 1767 al 1778, da Giacomo Caminada muratore-costruttore-architetto comacino che nello stesso periodo costruì la chiesa di Aldeno (i due templi sono molto simili, quello di Castellano in minori dimensioni e più povero nelle finiture) e poi altri palazzi e chiese in Trentino. La chiesa di Castellano è in stile tardo barocco, detto anche barocco povero. Ha al suo interno quadri e altari provenienti dalla vecchia chiesa, ora chiesa del cimitero. Tra questi riutilizzi è la pala dell'altare dedicata al martirio di san Lorenzo acquistata nel 1697, che è un "recupero" lo palesa anche la testa del Padreterno quasi mozzata per inserirla nella nuova cornice sopra l'Altar Maggiore. Anche quest'ultimo se pur ampliato proviene dalla vecchia chiesa, il tabernacolo fu acquistato nel 1650. Un altro "recupero" è il portale della porta laterale detta "dei omeni", è del 1740 ed è molto più pregevole del principale. Le 4 colonne che sorreggono le bifore del campanile prima sorreggevano le volte dell'aula a tre navate della vecchia chiesa. Anche il Fonte Battesimale proviene dalla vecchia chiesa, fu menzionato in una visita pastorale del 1580. Una diceria lo fa ancor più vecchio e proveniente dalla Chiesa di S. Martino in Trasiel (Vicino al Lago di Cei) dove anticamente si andava a farsi battezzare e dove giungevano, sempre per farsi battezzare, attraverso il passo della Becca a 1571 m.s.l.m., anche gli abitanti della valle di Cavedine. A Castellano si battezza dal 1564, prima, è documentato, ci si recava a Villa Lagarina ma che gli abitanti di Cavedine si recassero a S. Martino per battezzarsi è tuttora raccontato. Anche don Zanolli, curato del paese, ormai 200 anni fa sentì ciò sia a Castellano che nel vicino paese di Cimone. Lui ipotizzò, se fosse vera la ormai leggenda che quelli di Cavedine si battezzavano a S. Martino, che i fatti risalirebbero ai tempi di S. Vigilio, morto nel 405 d.C., ucciso mentre tentava di convertire al cristianesimo gli abitanti della Val Rendena. Allora alcune valli trentine erano ancora pagane e anche la valle di Cavedine potrebbe esserlo stata. Gli abitanti della valle di Cavedine convertiti al cristianesimo ma ancora privi di una chiesa potrebbero aver avuto, inizialmente, come riferimento la chiesa di S.Martino. Come scrisse don Zanolli, è solo un'ipotesi.
- Cappella ai Caduti. Fu costruita tra il 1921 e 1924 in memoria dei Caduti della Prima Guerra mondiale. Il monumento ricorda i 20 morti che Castellano ebbe nella guerra 1914-1918 tra le file dell'Imperial regio Esercito austro-ungarico ed i 4 defunti della Seconda guerra mondiale.
- Cimitero e chiesa della Madonna delle Grazie con vista panoramica su Rovereto e Vallagarina. La chiesetta del cimitero inizialmente era la chiesa di Castellano è probabilmente antecedente al castello stesso o racchiusa da esso in un suo ampliamento. Anticamente era dedicata ai Santi Lorenzo, Fabiano e Sebastiano. Nel 1778, ultimata la nuova chiesa a cui oltre ad arredi, marmi ed altro diede anche il nome di San Lorenzo, fu in gran parte demolita e trasformata in una cappella dedicata alla Madonna delle Grazie a perenne ricordo dei defunti, fin allora, attorno ad essa sepolti. Anche il cimitero del paese, nel 1778, fu trasferito attorno alla nuova chiesa. Nel 1836 ci fu l'epidemia del colera e le autorità proibirono di seppellire i morti vicino ai paesi ed ai luoghi di culto, a Castellano si tornò ad usare il vecchio cimitero. L'attuale chiesa del cimitero ha un solo altare, la pala è una copia dell'originale, conservata altrove, e raffigura la Madonna del Rosario.

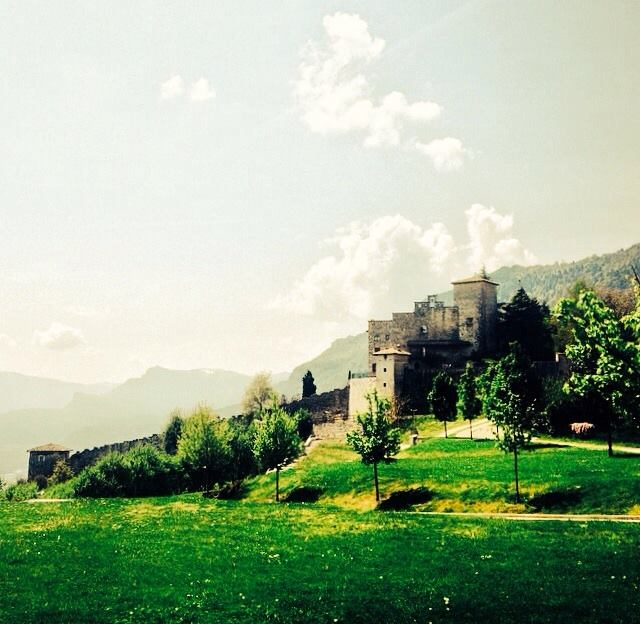
Castello di Castellano con il nuovo parco del paese

### Architetture militari
- Castello di Castellano, documentato dalla fine del XII secolo e sede di gastaldia vescovile. Conobbe diverse signorie tra cui quella dei Da Beseno, dei Castelnuovo, dei Castelbarco ed infine quella dei Lodron, che lo presero con la forza nel 1456 e lo vendettero nel 1924. Il castello fu parzialmente lesionato durante la Grande Guerra, nel 1918: a causa degli spostamenti d'aria causati dai grossi cannoni in fondovalle crollò un'ala e fu anche colpito da una granata italiana. Reso in gran parte inabitabile fu abbandonato dagli affittuari dei Lodron. Questi ultimi lo spogliarono di quanto rimaneva all'interno, asportando perfino i caminetti e dando così inizio al periodo in cui il castello divenne cava di materiale da costruzione. Nel 1924, i Lodron misero in vendita mediante asta il castello, lesionato ma ancora in gran parte in piedi, ed i vicini "Casa delle Decime" e "Camp Grant" (su parte di esso ora si trova l'anfiteatro). Il Castello con il vasto broglio dentro le mura e bosco sottostante fu venduto per 12.300 lire (non si pagò neanche il valore del terreno), la "Casa delle Decime" per 24.000 lire ed "el Camp Grant" per 40.000 lire. Il castello fu acquistato da una famiglia Miorandi, una famiglia contadina del luogo. Una serie di affreschi risalenti all'inizio XVII sec. raffiguranti paesaggi lagarini e stemmi araldici sono oggi conservati presso il Museo Civico di Rovereto. Furono staccati negli anni '30 del Novecento dopo il rovinoso incendio del 31 dicembre 1931. Il mastio è romanico ha i cantonali in pietra bugnata ed è ora, in altezza, la metà della vecchia torre. A seguito di un temporale e di un terremoto fu ridotta in altezza nel 1818 e nel 1878. Con i cantonali recuperati nella demolizione del 1878 si costruì un'alta casa nel mezzo del paese l'unica ad avere le pietre d'angolo in bugnato. La superstite torre ha poderose mura dello spessore di 2 metri nei due lati verso il paese e poco meno negli altri due lati. Tuttora ha al suo interno 4 piccole stanze ad avvolto sovrapposte, da una si passa all'altra per mezzo di un foro nella volta e con una scala a pioli posticcia. Alla torre si accede attraverso il sopraelevato vecchio ingresso, una portina romanica con arco a tutto sesto, che immette nel secondo piano della torre. Il mastio fu costruito sulla cima dello sperone di roccia su cui nacque la rocca, la base della torre è in corrispondenza del 3º piano del vecchio palazzo. Verso l'esterno è evidente lo sperone di roccia su cui giace, all'opposto, verso l'interno, la torre poggia su un più grande zoccolo in muratura che ingombrava in piccola parte il secondo piano del vecchio palazzo, ora in gran parte giardino. Da qui la leggenda che dentro questo "ingombro" vi fosse una camera del tesoro protetta da congegni pronti a far scoppiare terribili mortaretti nel caso qualcuno vi fosse penetrato. L'esser costruita così in alto consentiva alla torre di sovrastare di parecchio il vecchio palazzo. L'attuale muro addossato al mastio con il campanile a vela ed alcuni superstiti merli è, anch'esso ridotto, quanto rimane del lato nord (nord nord est) dell'antico palazzo che sviluppandosi con 5 lati irregolari andava ancora ad addossarsi al mastio formando una grande costruzione a sezione pentagonale irregolare di 4 piani più cantina ed ampio solaio. Il palazzo nel suo spigolo a nord incorporava parzialmente la torre e racchiudeva al suo interno un piccolo cortile a cielo aperto e numerava più di 40 stanze tra le quali un mulino mosso a forza animale, un granaio, la sala d'ingresso con nel centro il pozzo da cui si pescava l'acqua dalla sottostante cisterna raccogliente l'acqua piovana del tetto. Per la raccolta delle acque e per motivi difensivi le cinque falde del tetto del palazzo erano rivolte verso l'interno, il perimetro esterno del caseggiato si presentava così con un alto muro, ben più di 20 metri nei 3 lati a meridione. Dall'esterno il castello poteva assomigliare ad un vaso o "mastela" (il palazzo) con sul perimetro un lungo manico (la torre) da qui il nomignolo di "Castel Bazzom" dato nel passato al Castello di Castellano. "El Bazzom" è un recipiente usato nella lavorazione del vino, è a doghe in legno ed ha una di queste molto lunga a fungere da manico. I crolli del '900 distrussero per intero la parte abitativa del maniero e misero in risalto come la torre fosse una delle parti vecchie del castello a cui successivamente venne addossato il palazzo. Il terzo e quarto piano i "piani nobili" avevano le stanze in gran parte affrescate. Al solo terzo piano vi era la Sala Granda la Stua Granda la Loggia con la trifora che dava sul cortile interno, la piccola Cappella di San Giuseppe ed altre stanze. Per farsi un'idea l'attuale abitazione è ricostruita utilizzando il perimetro della solo Sala Granda ed è molto più bassa del vecchio palazzo. Palazzo e mastio erano lo spigolo nord di un complesso di mura racchiudente un piccolo dosso di roccia sporgente dal terreno. Da questo nucleo partiva un'altra cerchia di mura che sviluppandosi su due direttrici verso il sottostante dirupo andava a chiudere un più ampio spazio di terreno, poco più di un ettaro, sul quale ora si trova il cimitero del paese. Queste due cerchie di mura sono in gran parte ancora esistenti. Verso nord, o verso il paese, palazzo e mastio sono separate da un'altra cortina di mura a semicerchio con nel mezzo il portale seicentesco congiunto attraverso una rampa di accesso (un tempo con ponte levatoio) alla "piazza del Barc" e paese. In quest'ultima cortina v'è una torre di controllo alla rampa d'accesso con nella parte sommitale la vecchia colombaia. Queste mura, probabilmente aggiunte successivamente per proteggere ulteriormente la fortezza, sono a scarpata atte a sopportare i tiri delle prime rudimentali artiglierie e dove iniziano/finiscono sono addossate al Castello. L'origine del castello è molto remota, il mastio romanico è una delle parti vecchie del castello ed è datato XI secolo, ad esso successivamente fu addossato il palazzo. Tra i visitatori di fine '800 e primi '900 che poterono vedere il Castello prima della sua distruzione, vi fu chi datò il palazzo al medioevo e precedente al possesso Lodron, al 1456. Ai Lodron attribuirono il caseggiato a tre piani addossato al lato meridionale del palazzo e con funzioni nei tre piani di deposito cannoni, armeria e all'ultimo di guardaroba. Nel 1615 morì Antonio Lodron ultimo dei Lodron detti di Castellano, nel possesso del feudo di Castellano subentrò Nicolò Lodron di Castelnuovo (Noarna), questo e ancor più il suo famoso figlio Paride fecero molti lavori al Castello di Castellano a loro è attribuito parte del ciclo di affreschi della "Sala Granda" ed altre pitture, il portale seicentesco verso la piazza del Barc e il tetto in rame su palazzo e mastio (unico castello in zona) tetto poi sostituito a metà '800. Il prof. C. Adami che più volte visitò l'antico maniero scrisse nel 1928: "Perdoniamo Nicolò Lodron (1549 +1621) e ancor di più il suo illustre figliolo Paride Lodron (1586 +1653) arcivescovo di Salisburgo di aver deturpato il Castello di Castellano coprendo con nuovi affreschi altri molto vecchi e di più pregevole fattura perché ci hanno lasciato la bellissima chiesa di Villa Lagarina uno dei più bei esempi di Barocco in Trentino". I visitatori di cent'anni fa consideravano il vero ingresso al Castello un locale al primo piano a cui si accedeva dal broglio del castello dopo aver superate 3 ordini di porte oltre a quella detta "dei Paneti". Con l'attuale accesso dalla piazza del Barc superato il portone si accedeva ad un cortile e da questo si poteva entrare nel palazzo al secondo piano e terzo piano attraverso due piccoli passaggi ricavati nello spessore della muraglia del palazzo.
- Teleferica austro-ungarica. Testimonianza del basamento del caseggiato della funicolare austro-ungarica, ad uso militare, risalente alla Grande Guerra. Partendo da Villa Lagarina giungeva a Castellano e proseguiva per Bordala, Cà dei Festi, Passo Bordala e da qui scendeva fin quasi a Ronzo. Il caseggiato-stazione della funicolare era in legno e costruito sulla Piazza del Barc quasi ad ostruire la stradina che scende al cimitero, dalla piazza si allungava alcuni metri verso valle sorretto da un perimetro in calcestruzzo. Proprio quest'ultimo è ancora visibile, i contadini della vicina Casa delle Decime lo utilizzarono per farne un letamaio ora riempito di terra e trasformato in un'aiuola.

### Architetture civili
- Piazza del Barc, antistante al castello, vi è La Casa delle Decime (=Tasse), menzionata già nel 1500. Da ricordare che in questa piazza furono svolte condanne capitali, è documentato, nel 1579 fu squartato un uomo alla presenza di 800 persone e sono documentate altre esecuzioni. Nella piazza ora vi è esposta una Trebbiatrice (“macchina da bater”), macchinario che serviva per la separazione dei grani dalle spighe di frumento od altre granaglie, lavoro svolto nella piazza del Barc, dove la macchina rimaneva quindici giorni e "batteva" 1000 quintali di frumento. Quella collocata ora risale ai primi decenni del '900.
- Ex scuola elementare. L'edificio ex scuola del paese fu edificato negli anni 1912-14, quando il Trentino era parte della Contea austriaca del Tirolo, dalla comunità di Castellano. Nel 1905 l'I.r. Capitanato di Rovereto chiese alla comunità di Castellano di dotarsi di un adeguato edificio scolastico in sostituzione al vecchio edificio comunale nel mezzo del paese che ospitava scuole ed uffici comunali. La comunità di Castellano, pur comprendendo l'utilità, temporeggiò timorosa della spesa. Nel 1911 il Capitanato di Rovereto, stufato dal temporeggiare del paese, "impose" la sua edificazione prima minacciando di togliere le sovvenzioni e infine di togliere il servizio scolastico al paese. Nel febbraio 1912 - aprile 1914 si edificò la nuova casa comunale destinata ad ospitare le scuole e l'ufficio comunale. L'anno scolastico 1914-15 si fece nella nuova scuola. Nel maggio 1915, con l'entrata in guerra dell'Italia contro l'Austria-Ungheria, l'edificio ospitò per alcuni mesi i profughi della Val di Gresta in seguito trasferiti in Boemia-Moravia. Durante la guerra l'edificio ospitò poi magazzini, prigionieri lavoratori serbi e russi e la notte vi venivano rinchiusi i pochi maschi rimasti in paese non chiamati alle armi. A fine guerra, nell'autunno 1918, anche a Castellano si ebbe la "Spagnola" che qui causò 32 morti in due mesi, per fare le casse funebri si utilizzarono i pavimenti del nuovo edificio scolastico. L'istituzione di una pubblica scuola in paese risale al 1796, era riservata ai bambini maschi, e si teneva nel Castello. La parte femminile della popolazione ebbe la sua scuola nel 1840.
- Fontane pubbliche e tra queste 6 sono ancora le vecchie originali in pietra, case a corte, poggioli in legno, ballatoi, portali in pietra alcuni databili al XVI secolo se non precedentemente, abitazioni con capitelli votivi.
- Al centro del paese, interessanti le piccole finestre e la bifora databili al XVI secolo sulla facciata della casa Miorandi "Zirelloni".
- Attorno al paese vi sono alcune croci in pietra risalenti al '800 e allora poste in sostituzioni alle precedenti in legno risalenti a fine '600.
- Arena Spettacoli, proprio sottostante il castello, dalla quale si può ammirare l'intera Vallagarina. Durante l'estate vengono organizzati numerosi concerti e spettacoli.
- Parco delle Leggende con giochi per bambini, bar e una fontana, proprio adiacente al nuovo Centro Sportivo di Castellano, comprendente un campo da calcio, un campo da pallavolo, uno da basket, uno da tennis/tamburello e uno da bocce.
- El bus dele guane, El bus dela vecia, la “zolina”, gli antri delle “busole” e la grotta "La Colombera".  Grotte, crepacci, spaccature del terreno che si sono prestati spesso, nel corso della storia, ad interpretazioni della fantasia popolare.

### Aree naturali
- Lago di Cei. Nei pressi di Castellano.

## La storia del paese e del castello di Castellano

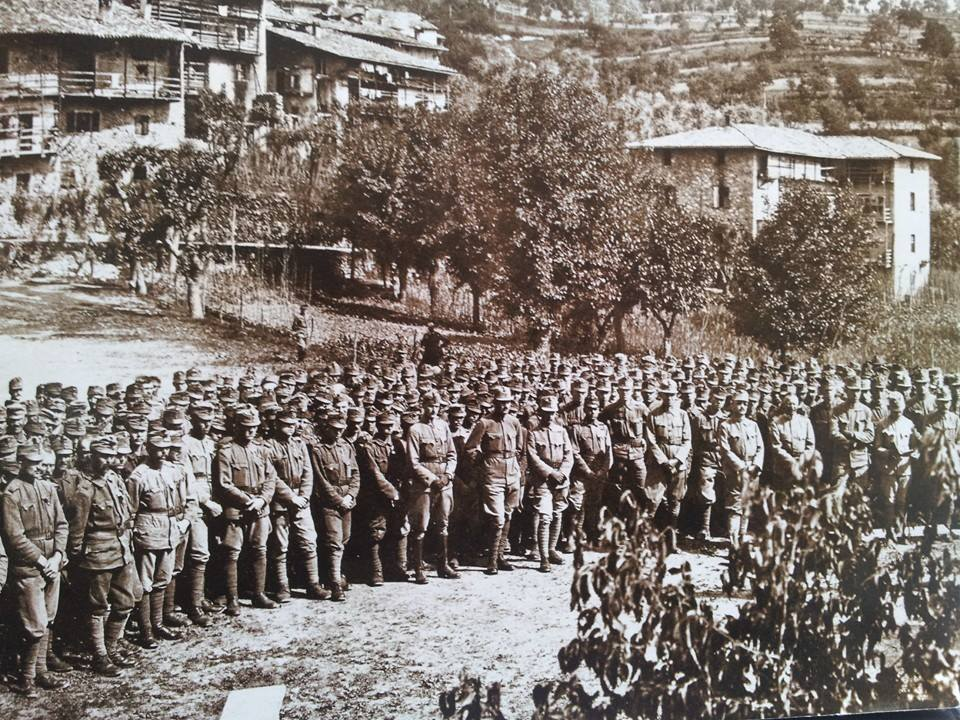
Castellano, messa da campo dei Kaiserjäger tirolesi durante la Grande Guerra.

- 1190: prima testimonianza di Castellano: su un documento è nominato un tal Gerardo, signore di Castellano.
- 1456: nel febbraio i due fratelli Giorgio e Pietro Lodron, sobillati da Giorgio Hack vescovo di Trento, con un colpo di mano si impadroniscono dei 4 castelli dei Castelbarco: Castelnuovo di Noarna, di Castellano, di Castel Corno ed il castello di Nomi. Come da accordi con il vescovo di Trento, i due fratelli Lodron, già proprietari di alcuni castelli aviti nelle Giudicarie, si tengono i due feudi di Castelnuovo e di Castellano di cui sono investiti nell'aprile 1456 nel Castello del Buonconsiglio e consegnano al vescovo i due feudi di Castel Corno e di Nomi. Successivamente i due feudi lagarini assieme a Castel Romano nelle Giudicarie sono di proprietà del solo Pietro Lodron e poi dei suoi discendenti. Nel 1703 muore Paride, ultimo discendente maschio di Pietro e seppur padre di Caterina Lodron sposata Giovanelli, per disposizioni testamentarie dello zio Paride (1586 +1653) arcivescovo di Salisburgo, i due feudi lagarini, Castel Romano e notevoli proprietà nel salisburghese passano ai Lodron discendenti da Giorgio.
- 1615: Muore l'ultimo dei Lodron detti di Castellano, il conte Antonio e il feudo passa nelle mani di Nicolò Lodron.
- 1619: il conte Nicolò Lodron, fa costruire la strada tra Pedersano e Castellano per migliorare l'accesso al borgo prima vi si accedeva dalla stretta valle di Cavazil. La strada del 1619 fu in parte sostituita da una nuova via negli anni cinquanta e sessanta del Novecento. Il vecchio tracciato della strada è rimasto nel tratto più impervio, benché allargato, rettificato e con pendenza più regolare.
- 1621: Muore il conte Nicolò Lodron e il feudo di Castellano passa ai suoi figli: Paride e Cristoforo.
- 1630: scoppia in Vallagarina la peste, Castellano erige un capitello perché incolume dalla pestilenza (forse quello delle "Coste").
- 1767: iniziano i lavori di costruzione della nuova chiesa del paese. Si costruì ove è, così ben visibile dal fondovalle, per concorrere con il castello nell'indicare la presenza del paese di Castellano ai paesi della valle.
- 1778: il 10 agosto si inaugura la nuova chiesa celebrando la prima messa nel giorno del patrono S.Lorenzo. Il nuovo edificio è ancora mancante delle porte, pavimento, banchi, campanile. Attorno alla nuova Chiesa si inizia a seppellire i defunti. Si decide la parziale demolizione della vecchia chiesa e di utilizzare quanto possibile per completare la nuova.
- 1796: in agosto per la difesa di Rovereto dai francesi guidati da Napoleone sono prese 6 bombarde da fortezza dal Castello di Castellano. Nel settembre i francesi vittoriosi si fanno consegnare le rimanenti armi del castello: alcuni cannoni, alcune bombarde, armi bianche come spade e spadoni e ben 170 archibugi.
- 1796: dopo le guerre napoleoniche e con i successivi Governo bavarese (1805 1809) e Regno italico (1809 1813) vanno a cadere in disuso le antiche prestazioni di fornitura di mano d'opera gratuita verso i signori del castello come l'aratura del Camp Grant ed altro.
- 1810: il napoleonico Regno Italico, accentramento dei comuni, Castellano, assieme ad altri paesi, viene accorpato a Villa Lagarina.
- 1814: si va sotto l'Impero austriaco, si ricostituiscono i vecchi comuni. Castellano è di nuovo comune.
- 1835-1883: è a Castellano don Domenico Zanolli (1810-1883). Vedi voce personaggi illustri.
- 1836 per il colera muoiono 34 persone. Le autorità proibiscono di seppellire i morti vicino ai paesi ed ai luoghi di culto. A Castellano si torna ad utilizzare il vecchio cimitero interno alle mura del castello. Il conte Lodron cerca di impedirlo ma non ci riesce.
- 1842: i Lodron rinunciano alla giurisdizione dei loro Feudi tra i quali vi sono il Feudo di Castelnuovo ed il Feudo di Castellano.
- 1854: torna il colera e causa 12 morti.
- 1874-75 di vaiolo si ammalano 223 persone, ne muoiono 50, su una popolazione totale di 872. Si hanno più morti che nelle due epidemie di colera del '36 e '54.
- 1912: Iniziano i lavori di costruzione delle nuove scuola elementare. Durante la Grande Guerra verrà usata come rifugio per gli sfollati della valle di Gardumo (ora Val di Gresta).
- 1914: scoppia la prima guerra mondiale. Nel corso della guerra dal paese sono arruolati (alcuni anche come volontari) nelle file dell'Imperial regio Esercito austro-ungarico 133 soldati, 20 di loro moriranno sui vari fronti. La leva in massa iniziale era per gli uomini dai 21 ai 42 anni, poi estesa ai 50 anni e ai 18 anni.
- 1915 o 1916: Carlo d'Asburgo poi Carlo I d'Austria ultimo Imperatore d'Austria-Ungheria, in visita al fronte meridionale sosta brevemente a Castellano. Si racconta che da dietro la chiesa abbia osservato il fronte del monte Zugna ove combattevano le sue truppe.
- 1918 (agosto od aprile): crolla un'ala del castello per lo spostamento d'aria provocato dai cannoni utilizzati nel fondo valle, specie dai grossi obici da 420 mm. Il castello è abbandonato dagli ultimi affittuari dei Lodron.
- 1918: a fine guerra, da fine settembre a novembre, anche a Castellano si ebbe la Spagnola. I vecchi dicevano: "Del paes ne mort depù de Spagnola en 40 di che soldai en tuta la guerra". Del paese ne morirono di più di Spagnola in 40 giorni che soldati in tutta la guerra. La Spagnola ne uccise 34, dei 133 soldati di Castellano arruolati nel corso della guerra 20 non tornarono più.
- 1918: il Trentino-Alto Adige, dopo la sconfitta dell'impero austro-ungarico, passa all'Italia.
- 1924: La famiglia Lodron vende l'antico maniero, in parte crollato.
- 1929: il comune passa a Villa Lagarina di cui Castellano diventa frazione.
- 1931/32 (notte di Capodanno): un disastroso incendio distrugge ciò che resta del maniero.
- 1944: dopo un temporale crolla un alto muro del vecchio castello, muro fin allora rimasto in piedi solitario e superstite testimone del castello che fu. Si racconta abbiano contribuito le vibrazioni dei bombardieri alleati che colpivano quasi giornalmente la ferrovia del Brennero.
- 1953 il castello è parzialmente ricostruito.

## Schützenkompanie Castelàm

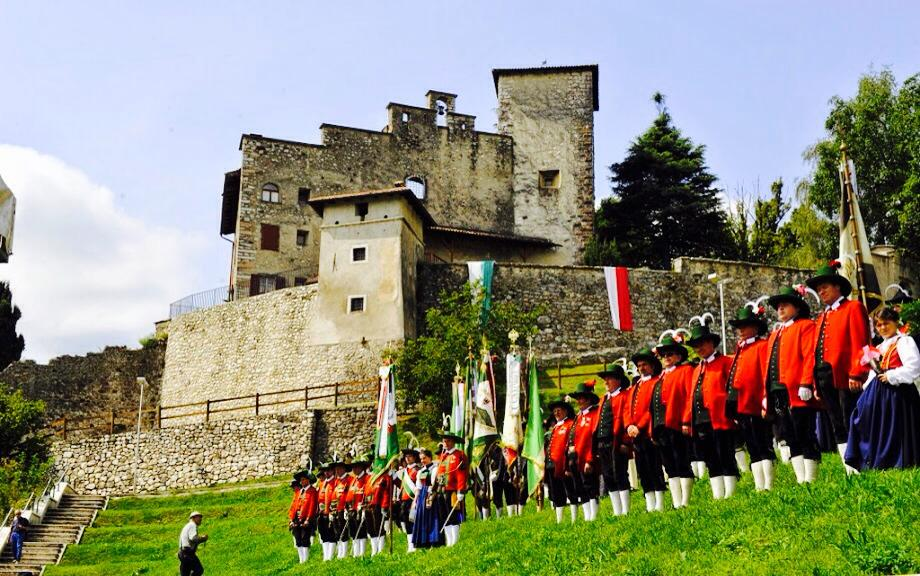
La "Schützenkompanie Castelam" presso il castello di Castellano.

Il 10 agosto del 2014 è stata rifondata la storica compagnia dei bersaglieri tirolesi la "Schützenkompanie Castelam", scissasi dalla ex Schützenkompanie Castelam-Destra Ades.
La nuova compagnia di bersaglieri è intitolata allo storico capitano del castellano Antonio Nicolò Curti. L'attuale capitano, oltre che fondatore della nuova compagnia, è Arnaldo Miorandi.
Fra le attività si ricordano la partecipazione alla processione di San Lorenzo patrono del paese, il tiro al bersaglio, i fuochi del Sacro Cuore a Castellano, la pulizia di sentieri e vecchie strade militari.

### La bandiera della compagnia di Castellano
La bandiera della Schützenkompanie Castelàm riporta su un lato l'aquila tirolese, come denotazione di appartenenza regionale, mentre sul lato opposto una rappresentazione del paesaggio attorno al paese di Castellano, con il castello, la dorsale del monte Cornetto e del monte Stivo oltre all'immagine di San Lorenzo, patrono di Castellano.
Motto inserito sotto l'aquila: Dem Land Tirol die Treue!

### Storia della milizia di Castellano
Sotto Francesco Lodron ci fu nel marzo del 1771 l'istituzione di una milizia di lanzichenecchi (Landsknecht) al servizio dei feudi di Castellano e Castelnuovo. In seguito i Lanzichenecchi di Castellano si trovarono a combattere inquadrati nelle truppe imperiali contro l'invasione delle truppe francesi di Napoleone Bonaparte e successivamente contro le truppe garibaldine (Invasione garibaldina del Tirolo meridionale).
Poi questa milizia fu richiamata in armi nell'imperial regio esercito durante la Grande Guerra ed incorporata negli Standschützen di Villa Lagarina, Nomi, Pomarolo e Brentonico e trasferita al dosso di Costalta, sull'altopiano di Baselga di Piné.
Nell'ottobre del 1917 le varie formazione lagarine furono assorbite nelle formazioni della Val di Non, Trento e Baselga di Piné, costituendo prima la "Feld Kompanie Trient" e, durante il corso dell'estate, il "IV battaglione Standschützen Trient" a cui era stato assegnato il settore di Riva del Garda e della Valle dell'Adige.

## Manifestazioni

### Castelfolk
A Castellano sin dal 2001, si svolge l'eco-festa Castelfolk..
La manifestazione si svolge nell'attuale campo sportivo e nel nuovo anfiteatro, solitamente nella prima decade di agosto.
Alla realizzazione delle cinque giornate collaborano tutte le Associazioni del paese e volontari.

### La cena del povero
Si tiene durante una serata d'agosto nella suggestiva cornice del Castello di Castellano. Il ricavato della cena viene devoluto in beneficenza.

### Castellano...tra passato e presente
- La prima edizione della festa è stata organizzata dalla Pro Loco locale l'8 luglio 2012. La giornata era strutturata sul ricordo dei tempi passati dai giochi ai piatti. La serata si è conclusa con uno spettacolo di fontane danzanti.
- La seconda edizione, organizzata il 13 luglio 2013 e il tema è stato Storie d'arme: i Lanzichenecchi del Conte Lodron. La festa è stata contornata da giochi, musica, piatti di una volta, accampamenti e battaglie per riscoprire come era la vita al tempo dei Lodron. È stata allestita pure una mostra all'interno delle mura del castello che illustrava la storia dei Lodron e dei loro maggiori esponenti. Il clou della serata è stata una rappresentazione di rivolta contadina con tanto di incendio al castello. Fatti avvenuti non a Castellano ma in varie parti del Trentino. Nel 1525 durante la Guerra rustica anche nel vicino paese di Nomi si ebbe l'assalto al palazzo del dinasta Pietro Busio e la sua uccisione. Sembra che i Lodron lagarini, di Castellano e Castel Noarna, in attrito con Pietro Busio abbiano "aiutato" la Rivolta a Nomi sedata poi da un altro Lodron Lodovico su mandato del Principe Vescovo di Trento Bernhard von Cles.

### Carnevale di Castellano
Il Carnevale di Castellano, conosciuto in tutta la Vallagarina per i suoi Bigoi al ragù o cò le sardele.

### Sagra di San Lorenzo
Santa Messa per celebrare il patrono del paese e a seguire processione per le vie di Castellano assieme al gruppo Alpini di Castellano e alla locale compagnia Schützen.

### Concerti
Nel periodo estivo sono organizzati spesso concerti o musica dal vivo presso la nuova arena spettacoli di Castellano.

## Leggende legate al paese
- El camp del Zòrz: durante un banchetto al castello, l'astuto contadino Pederzini riesce con un topo nascosto nella manica, ad indurre in tentazione un gatto ammaestrato dal conte Lodron. Il conte perde la scommessa e dona un campo al contadino; da quel giorno il campo è noto col nome di Camp del zòrz (zòrz in dialetto trentino è il topo).
- Gli stregoni dello Stivo: prima del Concilio di Trento, tre stregoni abitavano in cima allo Stivo. Un giorno scatenarono un nubifragio e gli abitanti di Castellano per difendersi suonarono la campana maggiore dalle mura del castello, mettendo in fuga i maghi.
- Il bus delle Aguane: si racconta che delle streghe abitassero in una cavità carsica poco distante dal paese. Le megere pare si divertissero ad infastidire i falciatori, facendo loro perdere l'orientamento e portandoli a camminare sugli orli dei precipizi, dai quali spesso precipitavano.